# Nicola I di Werle

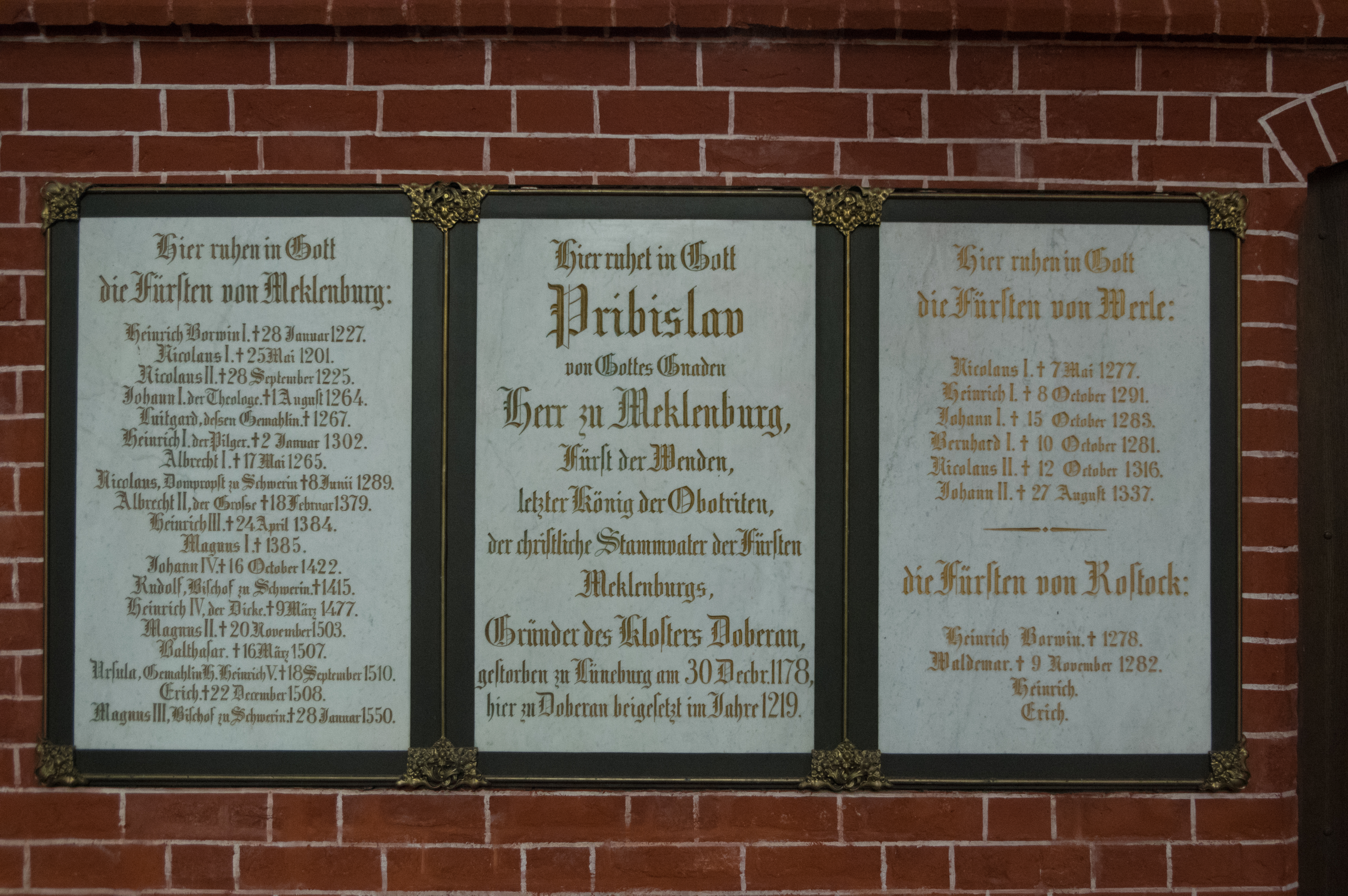
Memoriale della casata di Werle nel duomo di Bad Doberan

Nicola I di Werle (1210 circa – 14 maggio 1277) è stato un principe del Meclemburgo e signore di Werle.

## Biografia
Nicola I era il secondo figlio maschio di Enrico Borwin II. Alla morte del padre lui e i suoi fratelli gestirono congiuntamente il Meclemburgo per un primo periodo di tempo poi, intorno al 1230, procedettero alla spartizione del territorio. Da questa operazione, nota come prima partizione del Meclemburgo, Nicola I ricevette la signoria di Werle.
Nicola, che divenne quindi Nicola I di Werle, gestì la signoria dalla costituzione alla sua morte, nel 1277. Fu anche reggente della signoria di Rostock, che era toccata al fratello Enrico Borwin III, fino a quando questo non raggiunse la maggiore età.
Nicola morì il 14 maggio 1277, forse a Plau, ed è sepolto nel duomo di Doberan.

## Famiglia e figli
Intorno al 1231 Nicola sposò Jutta di Anhalt, figlia del conte Enrico I di Anhalt. Da questo matrimonio ebbero sei figli, tre maschi e tre femmine. I maschi erano: Enrico, Giovanni e Bernardo.

## Ascendenza
|                                 |                     |                            | Genitori                |  |  | Nonni |  |  | Bisnonni                  |  |  | Trisnonni |  |
|                                 |                     |                            |                         |  |  |       |  |  | Pribislavo di Meclemburgo |  |  | Niklot    |  |
|                                 |                     |                            |                         |  |  |       |  |  | Pribislavo di Meclemburgo |  |  | Niklot    |  |
|                                 |                     | …                          |                         |  |  |       |  |  | Pribislavo di Meclemburgo |  |  |           |  |
| Enrico Borwin I di Meclemburgo  |                     |                            |                         |  |  |       |  |  | Pribislavo di Meclemburgo |  |  |           |  |
|                                 |                     | …                          | …                       |  |  |       |  |  |                           |  |  |           |  |
|                                 |                     | …                          | …                       |  |  |       |  |  |                           |  |  |           |  |
|                                 |                     | …                          | …                       |  |  |       |  |  |                           |  |  |           |  |
| Enrico Borwin II di Meclemburgo |                     | …                          |                         |  |  |       |  |  |                           |  |  |           |  |
|                                 |                     | …                          | …                       |  |  |       |  |  |                           |  |  |           |  |
|                                 |                     | …                          | …                       |  |  |       |  |  |                           |  |  |           |  |
|                                 |                     | …                          | …                       |  |  |       |  |  |                           |  |  |           |  |
| …                               |                     | …                          |                         |  |  |       |  |  |                           |  |  |           |  |
|                                 |                     | …                          | …                       |  |  |       |  |  |                           |  |  |           |  |
|                                 |                     | …                          | …                       |  |  |       |  |  |                           |  |  |           |  |
|                                 |                     | …                          | …                       |  |  |       |  |  |                           |  |  |           |  |
| Nicola I di Werle               |                     | …                          |                         |  |  |       |  |  |                           |  |  |           |  |
|                                 | Carlo VII di Svezia | Sverker I di Svezia        |                         |  |  |       |  |  |                           |  |  |           |  |
|                                 | Carlo VII di Svezia | Sverker I di Svezia        |                         |  |  |       |  |  |                           |  |  |           |  |
|                                 | Carlo VII di Svezia | Ulvhild Håkonsdotter       |                         |  |  |       |  |  |                           |  |  |           |  |
| Sverker II di Svezia            | Carlo VII di Svezia |                            |                         |  |  |       |  |  |                           |  |  |           |  |
|                                 |                     | Kristina Stigsdotter Hvide | Stig Tokesen            |  |  |       |  |  |                           |  |  |           |  |
|                                 |                     | Kristina Stigsdotter Hvide | Stig Tokesen            |  |  |       |  |  |                           |  |  |           |  |
|                                 |                     | Kristina Stigsdotter Hvide | Margherita di Danimarca |  |  |       |  |  |                           |  |  |           |  |
| Kristina di Svezia              |                     | Kristina Stigsdotter Hvide |                         |  |  |       |  |  |                           |  |  |           |  |
|                                 |                     | …                          | …                       |  |  |       |  |  |                           |  |  |           |  |
|                                 |                     | …                          | …                       |  |  |       |  |  |                           |  |  |           |  |
|                                 |                     | …                          | …                       |  |  |       |  |  |                           |  |  |           |  |
| …                               |                     | …                          |                         |  |  |       |  |  |                           |  |  |           |  |
|                                 |                     | …                          | …                       |  |  |       |  |  |                           |  |  |           |  |
|                                 |                     | …                          | …                       |  |  |       |  |  |                           |  |  |           |  |
|                                 |                     | …                          | …                       |  |  |       |  |  |                           |  |  |           |  |
|                                 |                     | …                          |                         |  |  |       |  |  |                           |  |  |           |  |